# Leo Wouters (politicus)
Leonardus Domien "Leo" Wouters (Leopoldsburg, 26 december 1902 - Gent, 5 juli 1987) was een Belgisch politicus.

## Levensloop
Wouters promoveerde in 1927 aan de Katholieke Universiteit Leuven tot doctor in de wijsbegeerte en letteren en in 1936 aan de Rijksuniversiteit Gent tot doctor in de rechten. Tijdens zijn studies was hij van 1924 tot 1927 hoofdbestuurslid van het Algemeen Katholiek Vlaamsch Studentenverbond, bestuurslid van het Dietsch Studentenverbond en van 1926 tot 1927 voorzitter van het Katholiek Vlaams Hoogstudentenverbond. Hij vestigde zich als advocaat in Gent.
Als medewerker van parlementslid Thomas Debacker was Wouters van 1929 tot 1932 redactiesecretaris van De Nieuwe Kempen, het weekblad van de Katholieke Vlaamse Volkspartij. Vervolgens was hij van 1932 tot 1934 redactiesecretaris van het weekblad Jong Dietschland. Ook was hij secretaris-beheerder van Het Nieuwe Volkstooneel. Bovendien was hij van 1929 tot 1932 voor de Katholieke Vlaamse Volkspartij provincieraadslid van Antwerpen.
In 1933 werd Wouters lid van het Vlaamsch Nationaal Verbond, waar hij tot de radicale en Groot-Nederlandse strekking behoorde. Tijdens de Tweede Wereldoorlog was hij van 1940 tot 1941 adjunct-commissaris voor prijzen en lonen en van 1941 tot 1944 generaal-gevolmachtigde voor Arbeid. Hij werd hiervoor na de oorlog niet vervolgd, maar werd in 1946 veroordeeld tot een jaar gevangenisstraf vanwege zijn lidmaatschap van het VNV. In 1948 kreeg hij zijn burgerrechten terug.
Na de oorlog werd Wouters militant van de Vlaamse Concentratie. Tussen 1952 en 1960 was hij tevens ondervoorzitter en bestuurslid van het Verbond der Vlaamse Academici. Hij was in 1956 ook medestichter van de Vlaamse Volksbeweging en in 1966 medeoprichter van Broederband.
In 1954 trad hij toe tot de Volksunie en voor deze partij zetelde hij van 1961 tot 1971 voor het kiesarrondissement Gent-Eeklo in de Kamer van volksvertegenwoordigers. Hij was van 1964 tot 1976 ook gemeenteraadslid van Gent. Van 1971 tot 1974 zetelde hij ten slotte in de Senaat als rechtstreeks gekozen senator. In de periode december 1971-maart 1974 had hij als gevolg van het toen bestaande dubbelmandaat ook zitting in de Cultuurraad voor de Nederlandse Cultuurgemeenschap, die op 7 december 1971 werd geïnstalleerd en de verre voorloper is van het Vlaams Parlement.
Hij brak met de Volksunie vanwege het Egmontpact en werd ondervoorzitter van de Vlaams Nationale Partij van Karel Dillen, die later opging in het Vlaams Blok. In 1981 was hij lijstduwer voor de Senaat op de lijst van het Vlaams Blok in het arrondissement Gent.
Hij is de vader van Lieve Wouters, en grootvader van Bart, Dirk en Jan Laeremans, allen actief voor Vlaams-nationale groeperingen. Zijn kleinzoon Bart Laeremans werd parlementslid voor het Vlaams Blok - Vlaams Belang en werd in 2022 burgemeester van Grimbergen.